# テレビドラゼミ
テレビドラゼミは、かつて小学館、浜学園、NTTラーニングシステムズ、西日本電信電話（NTT西日本）の4社協業事業として提供されていた通信教育である。2012年、同4社による合同記者会見にて、リビング学習の実現と教育格差解消を目指すとの主張のもとテレビドラゼミと浜学園シラベテが発表された。2013年4月に開講し、2019年3月に閉講した。

## 概要
テレビドラゼミの運営は、小学館と同じ一ツ橋グループである小学館集英社プロダクションが担当している。テキストは、隂山英男が監修したドラゼミオリジナルテキストである。このドラゼミオリジナルテキストに対して、小学館と共同研究を行う浜学園が選抜講師陣による専用授業を提供している。対象学年は小1〜小6の算数・国語であり、2013年7月より理科と社会が対応し、社会科見学映像や作文指導映像などが夏のキャンペーンとして提供されている。

## テクノロジー
テレビドラゼミ専用講義は小学館と共同研究を行う浜学園により映像化され、NTTラーニングシステムズの提供するELNOとNTT西日本の子会社であるNTTスマートコネクトのネットワークによって配信される仕組みである。この仕組みは、浜学園Webスクールで浜学園とNTT西日本、NTTラーニングシステムズ、NTTスマートコネクトが開発した仕組みと同一であるが、テレビドラゼミではNTT西日本が提供するAndroidを搭載したスマートテレビ端末光BOX+に対応している他、浜学園Webスクールと同様Windowsを搭載したPC、OSXを搭載したMacintosh、iOSを搭載したiPad、iPad mini、Androidを搭載したタブレットで授業映像を受講できる環境を提供している。また、電子黒板を活用しており浜学園と共同研究の関係にある日立ソリューションズの電子黒板が採用されている。

## テレビCM
2013年春よりテレビCMが放映されている。同CMを提供している小学館集英社プロダクションによると家族の集う温かなリビングでの学習というテレビドラゼミが推奨している学習環境への想いが込められているという。CMで採用された楽曲は中村ジョーが作詞・作曲を担当している。

## 公開授業
2013年4月のテレビドラゼミ開講を記念し、4月6日に浜学園センター南教室にてテレビドラゼミ初の公開親子授業＆学習相談会が行われ、参加した親子の90％が「内容に満足」と回答したという。